# Alaksandr Byczanok
Alaksandr Byczanok (biał. Аляксандр Бычанок, ros. Александр Быченок, Alieksandr Byczienok; ur. 30 maja 1985 w Mohylewie) – białoruski piłkarz grający na pozycji pomocnika.

## Kariera klubowa
| Sezon | Klub                      | Kraj       | Rozgrywki        | Mecze | Bramki |
| ----- | ------------------------- | ---------- | ---------------- | ----- | ------ |
| 2003  | Dniapro-Transmasz Mohylew | Białoruś   | Wyszejszaja liha | 23    | 0      |
| 2004  | Dniapro-Transmasz Mohylew | Białoruś   | Wyszejszaja liha | 26    | 0      |
| 2005  | Dniapro-Transmasz Mohylew | Białoruś   | Wyszejszaja liha | 26    | 2      |
| 2006  | Szachcior Soligorsk       | Białoruś   | Wyszejszaja liha | 19    | 2      |
| 2007  | Szachcior Soligorsk       | Białoruś   | Wyszejszaja liha | 23    | 0      |
| 2008  | Szachcior Soligorsk       | Białoruś   | Wyszejszaja liha | 24    | 0      |
| 2009  | Dniapro Mohylew           | Białoruś   | Wyszejszaja liha | 22    | 3      |
| 2010  | Dniapro Mohylew           | Białoruś   | Wyszejszaja liha | 30    | 5      |
| 2011  | Dynama Mińsk              | Białoruś   | Wyszejszaja liha | 31    | 5      |
| 2012  | Dynama Mińsk              | Białoruś   | Wyszejszaja liha | 12    | 0      |
| 2012  | Kajrat Ałmaty             | Kazachstan | Priemjer-Liga    | 7     | 0      |
| 2013  | Dynama Mińsk              | Białoruś   | Wyszejszaja liha | 28    | 4      |
| 2014  | FK Homel                  | Białoruś   | Wyszejszaja liha | 27    | 0      |
| 2015  | FK Trakai                 | Litwa      | A Lyga           | 26    | 6      |
| 2016  | FK Trakai                 | Litwa      | A Lyga           | 31    | 2      |